# 丰特内尔-蒙比
丰特内尔-蒙比（法語：Fontenelle-Montby）是法国杜省的一个市镇，属于贝桑松区。该市镇总面积6.65平方公里，2009年时的人口为104人。

## 人口
丰特内尔-蒙比人口变化图示